# Образование в Испании
В настоящее время в Испании существует четыре ступени образования:
- дошкольное
- базовое — Educación Secundaria Obligatoria (ESO)
- профессиональное — La Formación Profesional (FP)
- высшее — La Enseñanza Universitaria

## Дошкольное образование
Дошкольное образование включает в себя детские сады (с 2 до 3 лет) и начальную школу (с 3 до 5 лет). Дошкольное образование является добровольным, а в государственных учреждениях также и бесплатным. Детские сады очень различаются между собой и зависят от организаций или фондов, которые обеспечивают их поддержку или от частной инициативы.

## Базовое образование
Базовое образование (EGB) состоит из восьми курсов и охватывает возрастную группу детей с 6 до 14 лет. Получение базового образования является обязательным. В течение пяти первых лет ученики имеют только одного учителя (Educación Primaria). С ним они изучают такие предметы как родной язык, литература, математика, природоведение, музыка и др. Одним из главных новшеств образовательной программы на этой ступени обучения является раннее начало изучения иностранного языка (с 8 лет).
Во второй части этой образовательной ступени (Educación Secundaria) преподавание уже ведется разными учителями.
Школьные занятия длятся с 15 сентября по 15 июня с каникулами на Рождество и Святую неделю (празднуют в начале апреля). По окончании Educación Secundaria учащиеся сдают экзамены, если результаты негативные, то ученика могут оставить на второй год, но не более двух раз, максимум до возраста 16 лет. Ученики, которые успешно преодолевают экзамены, могут поступить в бачилерато или продолжить своё образование, получая рабочую специальность в FP.
Бачилерато напоминает старшие классы общеобразовательной школы, но включает в себя 2 курса. На втором курсе ученики также могут получить профессиональное образование, но это не обязательно. Ступень образования BUP бесплатна только в государственных учреждениях. На третьем курсе бачилерато ученики могут выбирать определённую специализацию в гуманитарных или точных науках. Выпускные экзамены в бачилерато являются вступительными в университет. Обладатели более высоких средних баллов имеют более обширные возможности при поступлении в университет.

## Профессиональное образование
Профессиональное образование (La Formación Profesional, FP), по типу ПТУ или техникумов, состоит из двух ступеней и может быть получено вместо бачилерато. По окончании BUP или FP ученик получает аттестат о среднем образовании. Также в систему образования интегрировано: образование для взрослых, специализированное образование, такое как: школы прикладных искусств, языков, художественные школы и т. д.

## Высшее образование
Университетское образование является платным. Всего в Испании насчитывается 47 государственных и 10 частных высших учебных заведений. За 1980–2005 гг. число студентов возросло с 500 тыс. до более 1,5 млн человек.
Требования к иностранным студентам
Летом 2014 года вступил в силу Королевский декрет, согласно которому иностранные школьники освобождаются от необходимости сдавать внутренний школьный экзамен Selectividad. Таким образом для поступления в испанский ВУЗ достаточно школьного аттестата ребенка с переводом на испанский язык.

## История
Всеобщее обязательное школьное обучение для детей до 13 лет было установлено Законом 1970 года. В 1990 году обязательное обучение было распространено на детей до 16 лет. С конца 1990-х годов резко возросла численность детей иностранцев в испанских школах: 80 тыс. в 1998 году и 393 тыс. к 2003 году. 
В 2000-е годы образование стало более светским: в 2006 году был утвержден закон, предусматривающий только факультативное изучение католицизма в школах.